# Saint-Sornin-la-Marche
Saint-Sornin-la-Marche è un comune francese di 265 abitanti situato nel dipartimento dell'Alta Vienne nella regione della Nuova Aquitania.

## Società

### Evoluzione demografica
Abitanti censiti